# Stephen Mangan
Pour les articles homonymes, voir Mangan.
Stephen James Mangan, né le 16 mai 1968, est un acteur de cinéma, de télévision et de théâtre britannique. 

## Filmographie

### Cinéma
| Année | Titre                  | Rôle                           |  |
| ----- | ---------------------- | ------------------------------ |  |
| 2000  | Billy Elliot           | Dr Crane                       |  |
| 2001  | Offending Angels       | Fergus                         |  |
| 2001  | Nadia                  | Bank manager                   |  |
| 2001  | Chunky Monkey          | Pierre DuPont                  |  |
| 2002  | New Year's Eve         | David                          |  |
| 2003  | SuperTex               | Max Breslauer                  |  |
| 2005  | Festival               | Shaun Sullivan                 |  |
| 2006  | Confetti               | Josef                          |  |
| 2006  | Someone Else           | David                          |  |
| 2009  | Beyond The Pole        | Mark                           |  |
| 2013  | Rush                   | Alastair Caldwell              |  |
| 2014  | Postman Pat: The Movie | Postman Pat/PatBot 3000 (voix) |  |
| 2017  | Breathe                | Dr Clement Aitken              |  |

### Télévision
- 2004 : Green wing
- 2010 - 2012 : Dirk Gently (série télévisée)
- 2011-2017 : Episodes (série)
- 2016 : Les Mystères de Londres (série) : Arthur Conan Doyle
- 2017 : L'Histoire de l'Amérique en couleur : narrateur
- 2018 - 2022 : The Split[4] : Nathan Stern